# Tramlijn Breda Haagpoort - Breda SS
De tramlijn Breda Haagpoort - Breda SS was een tramlijn in Noord-Brabant. Vanaf de Haagweg in Breda liep de lijn via de Tramsingel en de Spoorsingel naar het station van Breda.

## Geschiedenis
Tussen december 1892 en maart 1893 werd de lijn geopend door de Zuid-Nederlandsche Stoomtramweg-Maatschappij. In Breda was er aansluiting op de ZNSM lijn Breda - Oudenbosch, de paardentram Breda - Mastbosch en vanaf 1896 met de tramlijn Breda - Oosterhout van de ZSM.
Vanaf 7 oktober 1934 wordt het reizigersvervoer gestaakt, op 11 januari 1937 wordt ook het goederenvervoer stilgelegd en de lijn opgebroken.

## Restanten
Van de lijn is niets meer terug te vinden.